# Barlovento algarveño
El Barlovento algarveño (Barlavento algarvio en portugués) es una región natural situada en la zona occidental de la provincia del Algarve, en el sur de Portugal.
El Barlovento es una de las dos regiones del Algarve. La otra es Sotavento algarveño, que designa la zona oriental del Algarve. Ambos términos se usan principalmente para el fomento turístico. Mientras el Barlavento tiene un clima más atlántico, Sotavento se caracteriza por ser de clima mediterráneo.
Los municipios de Barlovento son Albufeira, Aljezur, Lagoa, Lagos, Monchique, Portimão, Silves y Vila do Bispo.

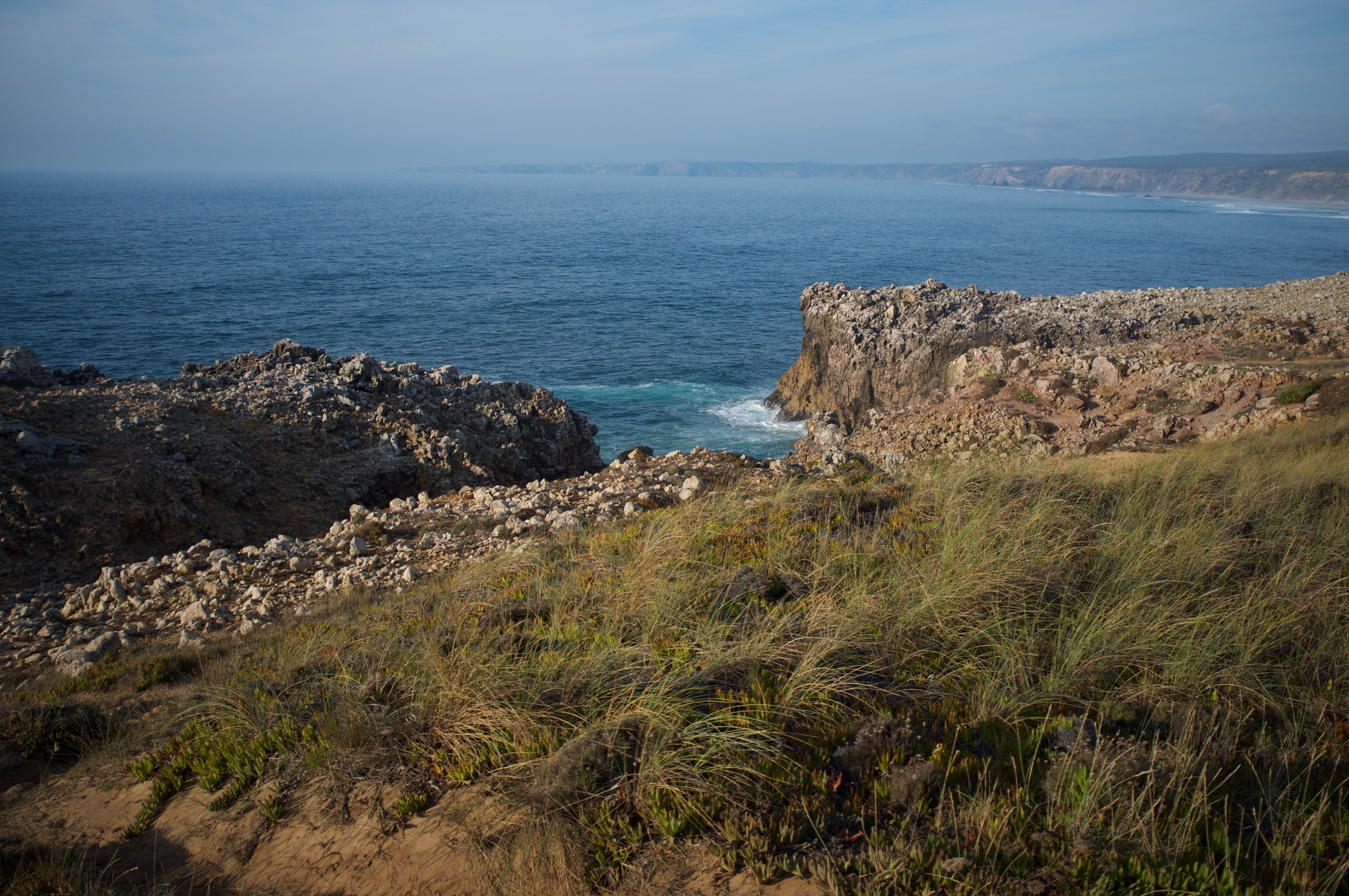
Costa de Bordeira en Aljezur.

## Costas
La costa de Barlovento está protegida por el parque natural del Suroeste Alentejano y Costa Vicentina. Ésta se caracteriza por grandes acantilados como los de la Fortaleza de Sagres y formaciones rocosas y de vez en cuando alguna playa arenosa. El color de la arena va de amarillo a rojo.